# Ranger 9

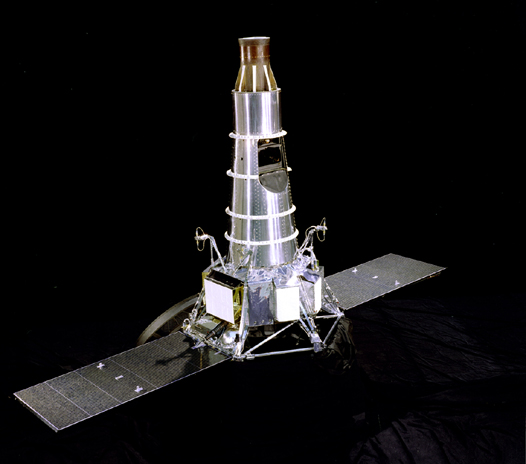
A sonda Ranger 9.

A Ranger 9, foi a nona e última sonda do Programa Ranger. Lançada em 21 de março de 1965, seu objetivo era transmitir fotos da superfície da Lua antes do impacto. Esta sonda levava seis câmeras de TV do tipo VIDCON, duas grande angulares, 
e mais quatro outras.
A Ranger 9 foi lançada por um veículo lançador composto por um Atlas 204D e um Agena B 6007 numa órbita de espera a 185 km de altitude e, em seguida, numa trajetória de injeção translunar. 
A Ranger 9 atingiu a Lua em 24 de março de 1965 e, durante os últimos 19 minutos de voo, 5.814 fotos de excelente qualidade foram transmitidas.